# درباره یک پسر
دربارهٔ یک پسر (انگلیسی: About a Boy) فیلمی در ژانر کمدی رمانتیک و کمدی-درام به کارگردانی کریس وایتز و پال وایتز است که در سال ۲۰۰۲ منتشر شد. از بازیگران آن می‌توان به هیو گرانت، نیکولاس هولت، تونی کولت، ریچل وایس، راجر برایرلی و ناتالیا تنا اشاره کرد.